# 康士
拿督斯里巴杜卡康士爵士，SPMB[?]（1928年7月15日—），英國殖民地法官，1986年至1993年出任香港最高法院上訴庭三名副庭長之一。
畢業於伯明翰大學的康士在1953年從格雷律師學院取得執業大律師資格，1955年加入香港司法部任職裁判司，其後分別於1966年和1972年升任地方法院法官和最高法院副按察司。康士在司法界任職多年間審理大量民事和刑事案件，較矚目的例子包括在1975年把販運毒品罪名成立的「跛豪」吳錫豪重判入獄30年，以及在六七暴動期間把被控參與非法集會和作出威嚇性行為的新華社香港分社記者薛平重判入獄兩年。1971年，他還獲港府委任為一個調查委員會主席，負責就當年發生的珍寶海鮮舫大火主持調查。
康士在1980年晉升為上訴庭按察司，1986年升任上訴庭副庭長，翌年進一步成為資深副庭長，1990年更獲英廷頒授爵士勳銜。精於企業和公司法的康士在上訴庭任職期間，曾於1984年至1991年兼任公司法改革常務委員會首任主席，另於1987年至1993年兼任法律教育諮詢委員會主席。身為司法部內年資最長的法官，康士一度有機會在1988年接替退休的羅弼時爵士成為首席按察司，但最終卻由年資較他短一年、本身是華人的另一名上訴庭副庭長楊鐵樑爵士接棒。
康士雖然在1993年從香港司法部退休，但他繼續以客席性質留任汶萊最高法院司法專員，其後更於1997年獲委任為香港終審法院首批香港非常任法官之一，以及在2003年升任汶萊上訴庭庭長。在汶萊任職期間，他曾於2000年和2006年兩度參與審理汶萊蘇丹胞弟賈弗里·博爾基亞親王被指涉嫌挪用合共80億英鎊公款的案件。康士在2006年卸下香港和汶萊的司法職務，為長達51年的司法生涯正式劃上句號。

## 生平

### 早年生涯（1928年－1955年）
康士1928年7月15日生於英國倫敦，父母親分別名叫艾弗烈·亨利·康斯（Alfred Henry Cons，1892年－1977年）和埃爾茜·瑪嘉烈·尼維爾（Elsie Margaret Neville，1897年－1988年）。他有兩名兄長，分別名叫丹尼斯·尼維爾·康斯（Dennis Neville Cons，1923年－1957年）和布賴恩·尼維爾·康斯（Brian Neville Cons，1926年－2008年）。康士年少時在1939年至1946年入讀位於倫敦默頓的拉特里什學校（Rutlish School），畢業後於1946年加入英國陸軍麾下的皇家陸軍勤務兵團擔任士官生，其後於1947年5月升任少尉。1948年，他獲軍方補送到伯明翰大學主修法律，1952年獲法學士榮譽學位畢業，旋於翌年從格雷律師學院取得執業大律師資格。
康士成為大律師後沒有重返軍方服務，而是獲殖民地部聘用，由部門提供為期兩年的法律實習機會，但條件是完成實習後要受部門奉派到任何一個殖民地擔任檢控官或裁判司一類的職位，為期最少三年。最終他在1955年完成實習後，獲派往香港擔任裁判司，當時他只有27歲。

### 香港生涯

#### 裁判司經歷（1955年－1966年）

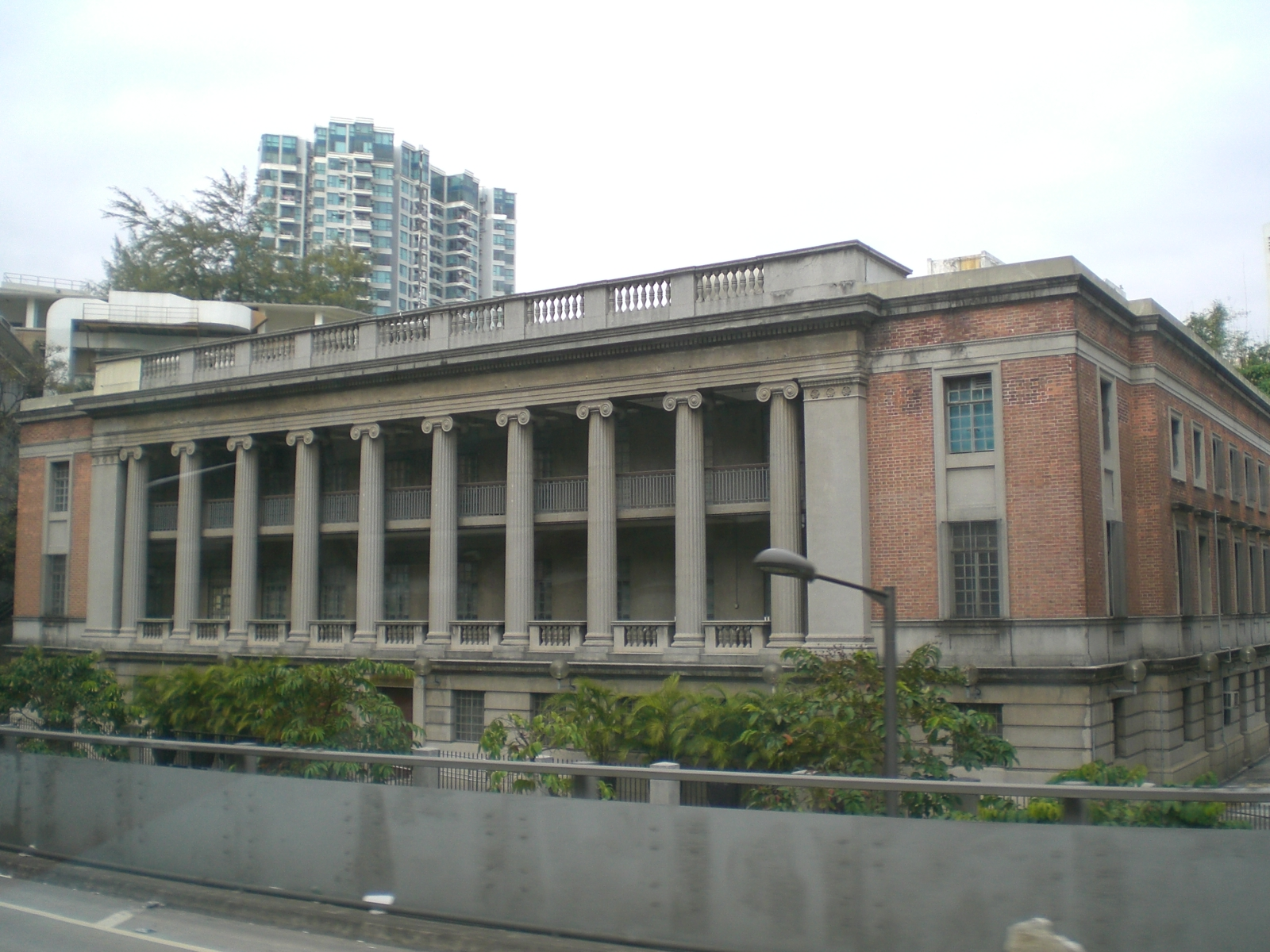
康士最初在九龍裁判司署任職裁判司

康士來港之初，在九龍裁判司署與另外三名裁判司共事。他於1957年升任高級裁判司，以及於1958年改任租務法庭庭長。1959年，他調往中央裁判司署出任高級裁判司，任內於1960年一度署任地方法院法官，其後由同年起署任首席裁判司一職。他於1962年正式升任首席裁判司，但未幾便由1963年起調往維多利亞地方法院署任地院法官。
康士擔任裁判司多年來曾主審各式各樣的大小訴訟，這些案件涉及一般的家庭糾紛、無牌小販、交通違例、走私洋酒，以至是賣淫和販毒等範疇。事實上，康士擔任裁判司之初還不過30歲，難免在庭上偶爾被一些年紀較大的人輕視，標籤他年資尚淺、經驗不足。不過，隨著經驗逐漸累積，他曾經在1962年審理一宗非法偷渡案件時，與辯方大律師胡鴻烈展開激辯；另外也試過在審理一宗小販案件時為一名女小販仗義執言，嚴正訓示小販管理隊無權毆打小販。該名女小販最後雖然放棄提訴，但康士仍勸勉她日後再遇同樣情況時不要害怕，要挺身而出作出舉報。
除此以外，早年裁判署的審案程序相對簡單，被告通常都是自辯，很少聘請辯護律師，而控方多由執法部門直接擔任主控，相反律師在裁判署內並不常見。雖然如此，康士的工作仍舊十分繁重，例如最初在九龍裁判署任職期間，該署平均每日要審理大約200宗案件，他本人每日平均還要親手簽署200張傳票。有時候難得下雨，除了可為沒有安裝冷氣的法庭帶來一絲清涼，也可稍為減輕康士的工作壓力，原因是警察在下雨天出動執勤的次數較少，法庭翌日要審理的案件數量也就較平日少。

#### 地院法官（1966年－1972年）
1966年6月，康士正式升任維多利亞地方法院法官，專門審理情節較嚴重的案件，當中包括在1966年審理知名華人律師鄧漢齊源於另一宗交通案件而被控兩項發假誓和一項串謀作假證供罪名的案件。該案審訊期間，鄧漢齊更因為干擾證人而被康士撤銷保釋，還押監房。鄧漢齊最後被判罪名成立，但獲康士輕判自簽5,000港元擔保守行為三年。
康士也曾在地院審理多宗牽涉六七暴動的訴訟，其中被控參與非法集會和作出威嚇性行為的新華社香港分社記者薛平，就於1967年7月19日被康士重判入獄兩年。有關裁決觸發北京方面報復，在同年7月21日軟禁路透社駐京的英籍記者格雷（Anthony Grey），格雷要待薛平獲假釋後，遲至1969年10月才獲中方釋放。此外，康士在1967年10月審理另一宗涉及四名男子被指在大埔放置土製炸彈的案件，鑑於案中被告聲稱遭警方苦打迫供下錄取口供，結果獲康士裁定罪名不成立。
1971年10月30日，位於香港仔的海上食府珍寶海鮮舫在全面裝修期間發生大火，釀成34人死亡和42人受傷，港府隨後於11月6日設立一個調查委員會，以康士為主席，另以建築師兼市政局議員簡日淦和倫敦勞合社駐港首席海事測量師莊遜（S. C. Johnson）擔任委員，負責就事件展開調查和提出建議。委員會後來在1972年5月發表合共22頁的報告書，除了結論負責裝修工程的兩名焊工、工程判頭和造船廠要為大火負上責任，更點名批評海事處、消防處和勞工處三個政府部門監管不力，釀成意外。報告書就事件提出多項提升安全措施的建議，促成三個部門在1972年共同為拆船業制訂新的安全指引，供業界遵守。

#### 高院按察司（1972年－1980年）
1972年11月，康士奉委最高法院副按察司，此前他也曾於1969年署任副按察司一職。1976年，他再因為司法部改組，過渡成為高等法院原訟庭按察司。在任內，他負責審理不同的民事和刑事案件，期間他審理過最轟動的案件，要算他在1975年主審涉及綽號「跛豪」吳錫豪的販毒案。案情指出，以吳錫豪和吳振坤為首的販毒集團由1967年至1974年間，先後大約30次從泰國非法偷運合共約27噸鴉片和3.3噸嗎啡到香港。案件在1975年5月審結時，康士裁定吳錫豪、吳振坤和另外七名被告全部販運毒品罪名成立，各被判處監禁刑罰。其中被康士形容為「大毒梟」（Kingpin）的吳錫豪，更被判入獄30年，成為香港有史以來監禁刑期最長的毒販。案件宣判後，庭內聽審的多名被告家屬一度情緒激動，部份人甚至企圖衝入康士的辦公室抗議，但被警察及時制止。

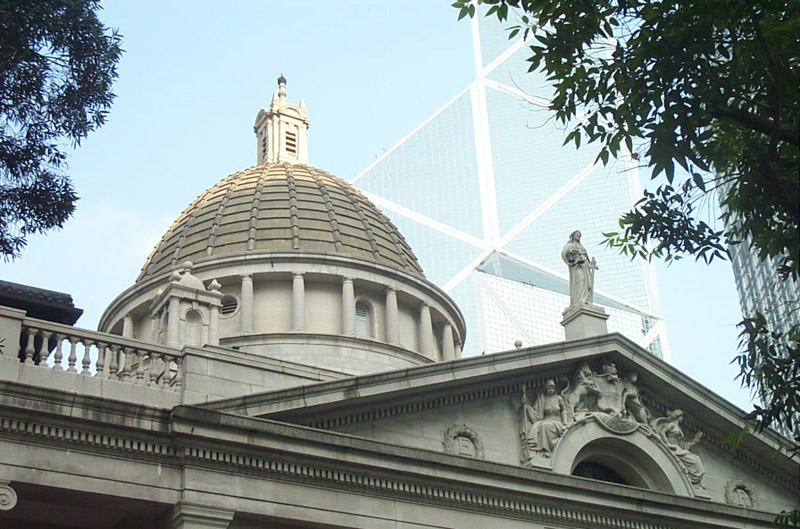
康士在1972年晉升為香港最高法院副按察司

雖然吳錫豪後來提出上訴，但在1975年8月遭由高級副按察司赫健士以及麥慕年（Art McMullin）和丁禮廉（J. P. Trainor）兩名副按察司組成的最高法院合議庭正式予以駁回。1982年，康士與吳錫豪再度碰頭，當時已升任上訴庭按察司的康士會同上訴庭副庭長李安瀾（P. F. X. Leonard）和另一上訴庭按察司施文（Archibald Zimmern）審理律政司向前總華探長呂樂追討1,000萬港元懷疑貪款而提出的上訴。這次吳錫豪成為律政司一方的關鍵證人，並在過程中提供不少得力協助。吳錫豪在獄中服刑16年後，因患末期肝癌，於1991年8月獲時任香港總督衛奕信爵士特赦出獄，但實際上只是由醫院羈留病房轉移到私家病房，不足半個月後延至9月8日逝世，終年61歲。
1977年，康士在高院審理一宗涉及的士牌照的訴訟。原訟人吳基是新界的士商人，1962年獲警務處處長發出五輛九座位和一輛四座位新界的士牌照。及至1965年，港府在輔政司署增設交通事務處（運輸署前身）後，該處認為新界的士在九龍地區違規營運的情況嚴重，有必要予以取締。1967年，吳基向交通事務處申請的士換牌，但被指其的士涉及在九龍違規經營，結果被當局拒絕。雙方交涉後，交通事務處在1968年作出讓步，但只准許為他改換私家車牌照。吳基後來不服當局決定，在1974年入稟高院控告律政司，指律政司錯誤運用權力導致其換牌申請被拒絕，他同時要求法庭頒令當局要重新向他發給有關的新界的士牌照。康士聽取控辯雙方理據後，認為吳基遲至1974年才入稟法院，反映他對自己的權利漠不關心；法庭只會為關心自身權利的人士作出頒令，加上吳基在事件中沒有實質損失，故決定駁回他的申請，但無需賠償堂費。
在高院任職後期，康士於1979年主審一宗涉及油麻地艇戶事件的上訴案件。1979年1月7月，67名反對政府迫遷艇戶的人士分別乘坐兩部旅遊巴前往請願途中，被警方控以非法集結拘捕，同年2月在銅鑼灣裁判司署被判罪名成立，其中56名參與請願的艇戶居民獲准不留案底無條件釋放，餘下11名聲援艇戶居民的請願人士則被判簽保守行為18個月，該11人事後就定罪提出上訴。康士在同年4月頒下的判詞中認為，請願人士被捕時正在乘搭旅遊巴，按照《公安條例》，雖不屬於遊行，但已可視作非法集結，故對上訴予以駁回。

#### 晉身上訴庭（1980年－1993年）
康士在1980年升任上訴庭按察司，其後於1986年2月接替退休的麥慕年，進一步擢升為上訴庭三名副庭長之一；翌年再因為另外兩名較資深的副庭長赫健士爵士和李福善先後退休，繼而成為上訴庭資深副庭長，在司法部內的地位僅次於首席按察司羅弼時爵士和後來繼任的楊鐵樑爵士。歷年來，康士在高院和上訴庭參與審理各類型的案件，發表的一些法律觀點都獲1980年成立的香港法律改革委員會引用到其發表的報告書中，這些例子包括在甚麼情況下簽署公司支票要負上個人法律責任、法庭如何為人身傷害賠償和其他損害賠償制定合適的利率、執法機構把個人資料轉交第三方的限制、甚至是如何界定被告人是否擁有三合會成員身份等。此外，由法改會於八十年代發表有關於人身傷亡賠償和過失責任人彼此分擔法律責任的兩份報告書，康士也是獲邀提供意見的人士之一。
康士在上訴庭參與審理較特別的上訴案件當中，包括1980年的一宗交通意外賠償訴訟。他與陪審的楊鐵樑和貝禮（Edward Bewley）在該案認為，釐訂賠償金額的時候不應直接參照英國的標準和案例，而是要根據香港的實際情況作出考慮。為此，康士等法官在該案為身心痛楚制訂「嚴重受傷」（Serious injury）、「大幅度受傷」（Substantial Injury）、「嚴重傷殘」（Gross Disability）和「災難性傷殘」（Disaster）四級標準，並為各級標準制訂建議的賠償金額範圍，作為參考。1988年，康士會同甘士達（Michael Kempster）、郭樂富（Philip Clough）、韓恩德（David Hunter）和鮑偉華四位上訴庭按察司在另一宗工業意外索償上訴案件中，重新檢討這四級標準。康士在判詞中指出，社會的轉變和期望有必要反映到各級標準訂定的賠償金額範圍，否則這些賠償將失去公平和合理的意義。有見及此，他根據通漲率調整各級賠償金額範圍，作為該案釐訂賠償金額指標。康士為身心痛楚賠償制訂的四級標準，以及對各級標準賠償金額範圍作出檢討的做法，日後為香港法院審理同類案件時所採納。
1990年6月，康士在一宗爭取香港居留權的案件中駁回兩名非法入境者提出的上訴。案情指出，兩名從中國大陸偷渡來港的上訴人被捕後，聲稱一旦被遣回大陸就會遭受政治迫害，因此向人民入境事務處提出要求根據《難民地位公約》獲得難民身份。兩名上訴人進一步聲稱，根據公約和國際法慣例，入境處有責任聽取他們要求成為難民的理據。然而，康士在判詞中表示，英國是公約的締約國，卻沒有把公約的適用範圍延伸至香港，而港府當時雖然對越南難民實施特別的收容政策，但不代表有關政策適用於中國大陸的非法入境者。根據普通法原則，國際條約未經本地立法，不會成為當地法律；當局行使其法定權力時，也不受未經本地立法的國際條約約束，所以兩名上訴人的理據並不成立。
1991年7月，康士不顧大律師公會委員會和律政司馬富善反對，批准陳德立（James Chandler）要求獲認可為執業大律師的申請。陳德立原本在律政司署擔任副刑事檢控專員，他於1990年初在菲律賓馬尼拉密會當時正被廉政公署通緝的前任副刑事檢控專員胡禮達（Warwick Reid）。兩人密會一事後來遭到揭發，雖然陳德立聲稱該次會面完全出於巧合，但律政司認為他違反專業操守，結果在同年12月提前解除他的僱佣合約。康士認為，陳德立的確有違專業操守，但只是出於幫助朋友，而非為自己或把私利置於職責之上。考慮到陳德立多年來在律政署的工作表現，他指出如果純因一次過犯而拒絕接納陳德立為執業大律師，似乎是過重的懲罰，所以決定接納他的申請。
除了審理案件，康士在上訴庭任職期間還參與不少與法律相關的公職，其中包括在1980年獲時任首席按察司羅弼時委任為一個工作小組主席，負責就當時的《死因裁判官條例》提出修訂建議。有關的工作小組被外界稱為「康士委員會」，而工作小組在同年1月發表《康士報告書》，建議讓更多不同類別的人士出任死因裁判官，以及確認死因裁判官是有別於一般裁判司的司法職位；有關建議後來經立法局於同年7月通過《死因裁判官（修訂）條例》而得到落實。1987年10月，香港發生八七股災導致香港聯合交易所停市四天後，港府著手挑選合適的人士對聯交所展開特別調查，康士更成為六名獲考慮的人選之一。雖然港府最後挑選了英國金融業專家戴維森（Ian Hay Davison）主持調查，但調查過程中也有徵求康士的意見。至於隨後發表的《戴維森報告書》除了促成港府於1989年設立證券及期貨事務監察委員會，還提出對聯交所作出大幅改革。康士擔任的其他公職，還包括在1987年接替赫健士出任法律教育諮詢委員會主席，至1993年由列顯倫接替。
另一方面，港府在1984年根據公司法例修訂委員會第二份報告書提出的建議，設立公司法改革常務委員會，精於企業和公司法的康士遂獲委任為委員會首任主席，負責審視《公司條例》條文和提出修訂建議，例如檢討上市公司的公開持股安排和簡化公司註冊的法律程序等。1989年，新成立的證監會以法規未完善為理由，禁止香港上市公司回購股份；委員會遂與證監會合作，制定新的回購股份法則，促成港府在1991年修訂《公司條例》加強有關監管，以及重新准許上市公司回購股份。康士在任主席七年，為委員會的早年運作奠定基礎，至1991年由按察司鍾仕（Brian Jones）接替。不過，鑑於香港的《公司條例》參照自英國的《1948年公司法令》，條例已沿用多年，各項的小修小補始終未能追上時代的急速轉變，因此財政司麥高樂爵士於1994年委任白嘉道（Ermanno Pascutto）全面檢討《公司條例》。香港主權移交後，特區政府於2006年決定全面重寫《公司條例》，經過多年時間，全新的《公司條例草案》最終在2012年正式獲立法會通過。 
1991年6月，立法局通過由政府提交的《香港人權法案條例草案》成為法律，透過本地立法方式鞏固落實《公民權利和政治權利國際公約》中適用於香港的規定。然而，港府制訂條例的同時沒有仿效一些司法管轄區設立人權委員會的做法，並依賴由法院在判案時就條例作出詮釋，再加上與訟各方可在訴訟任何階段於任何一級法院援引條例，導致部分輿論擔心條例會加重法院的負擔。同年，康士在香港大學法律學院舉辦的一場會議中公開指出，條例通往一片未知的海域，並對條例引起的訴訟可能會造成審訊延誤表達擔憂。1993年，由港大兩位法律學者佳日思（Yash Ghai）和陳文敏共同主編的文集The Hong Kong Bill of Rights: A Comparative Approach（《香港人權法案：比較研究》）出版，並邀得康士為該文集發表題為The Hong Kong Bill of Rights: A Judicial Perspective（《香港人權法案：司法觀點》）的文章。康士在文章中再度就條例表達擔憂，重申法庭的人手未必能應付條例衍生的訴訟，而普通法本身已充分保障包括人權在內的個人權利，認為條例過度空泛的條文可能令法官在審案時被迫作出政策決定，並呼籲法官保持平衡，避免在詮釋條例的條文時走向極端。
康士任內多次署理首席按察司一職，也曾參與中英雙方就香港特別行政區在1997年後設立終審法院的談判，1988年更獲新華社香港分社宴請。1987年，消息傳出首席按察司羅弼時定於翌年退休，輿論一度揣測上訴庭年資最深的康士將有機會接棒。可是，首席按察司一職最終卻由年資較康士短一年、本身是華人的另一名上訴庭副庭長楊鐵樑出任。有關任命被外界視作港府在主權移交前的過渡期內，逐步推展法官本地化的其中一步。雖然康士與楊鐵樑關係欠佳是公開的秘密，但康士在一次訪問中拒絕評論楊鐵樑的任命，只強調首席按察司一位並不必然由資歷最深的下屬接棒，最重要是要揀選最好的人選。
康士在上訴庭任職前後13年，其中有七年擔任上訴庭副庭長。他於1993年2月從上訴庭退休，與妻子乘搭坎培拉號郵輪離港，結束在港前後38年的法官生涯，遺下的副庭長空缺由鮑偉華替補。康士卸任前透露自己曾考慮延遲退休，但因已在司法界任職相當長的時間而放棄有關念頭，當中並不牽涉九七問題。康士卸任的時候也是在港任職時間最長的法官，為肯定其在司法界的工作，最高法院特地於2月19日開庭致謝，出席人士包括代表律政署的副刑事檢控專員鄧建德（Anthony Duckett）和大律師公會主席梁冰濂等人。此外，英廷早於1990年元旦授勳名單中向他頒授爵士勳銜，以資肯定。

### 晚年生涯（1993年－）
康士從香港司法部退休後，與妻子定居於英國漢普郡郊區新森林一座購於約六十年代末、七十年代初的宅第。雖然如此，他仍然活躍於司法界，並於1994年至2002年應邀出任百慕達上訴庭大法官。康士在1993年從香港司法部退休時，曾表示1997年特區成立後如有機會出任香港終審法院法官，他定必考慮。終審法院後來在1997年成立後，他即應邀成為首批香港非常任法官之一，其後更分別於2000年和2003年兩度獲得續任。

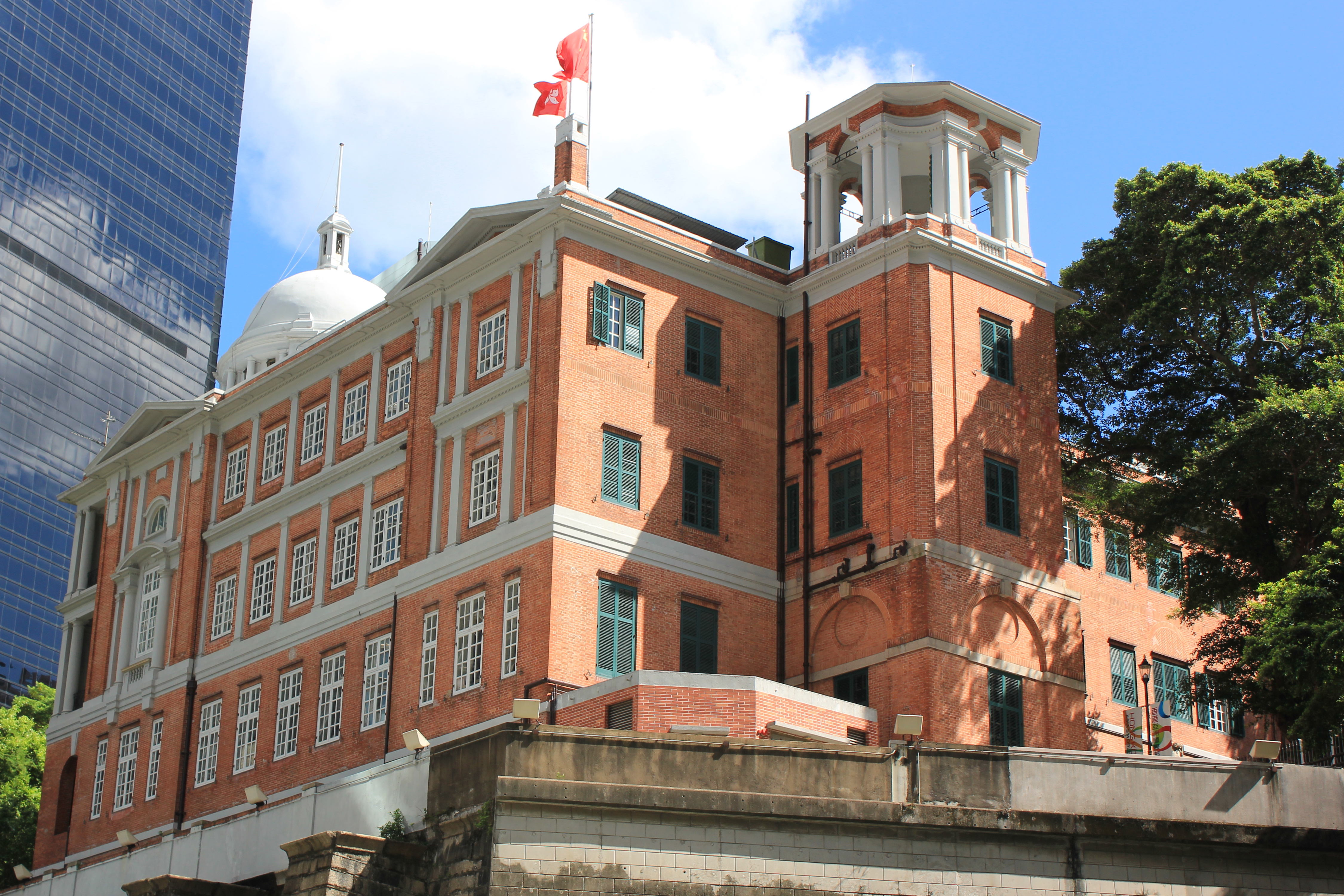
康士在1997年成為香港終審法院首批香港非常任法官之一

在香港終院任職期間，康士曾於2004年聯同常任法官包致金、陳兆愷、李義和海外非常任法官韋卓善爵士（Sir Ivor Richardson）審理一宗刑事上訴案件。根據案情，被告涉嫌販賣色情光碟，在東區裁判法院承認管有淫褻物品作發行用途的罪名。原審裁判官在量刑時考慮到被告主動承認管有的光碟屬於淫褻物品，免除把案件轉介往淫褻物品審裁處，故額外扣減被告兩個月的監禁刑期。被告其後不服判決，向高等法院原訟庭提出上訴，但主審的高院法官貝珊反認為原審裁判官不應額外扣減被告的監禁刑期，結果在未經控辯雙方陳詞的情況下裁定向被告加監兩個月，但准許被告上訴。
終院隨後發表由康士撰寫的判詞，強調無論案件是否需要轉介，法庭實際上用於聽取和檢視證據所需的司法時間均沒有改變，因此法庭不可基於案件免除轉介，作為額外減刑的理由。再者，根據《淫褻及不雅物品管制條例》第29(3)條，被告一經認罪就不存在轉介的需要，法例本身也沒有向裁判官施加額外要求，可見高院法官撤回額外減刑的決定有其理據。然而，康士在判詞中同時批評高院法官未經控辯雙方陳詞便撤回額外減刑，縱使被告獲准向終院提出上訴，但事實上被告在高院申述的機會卻被剝削，有違自然公義的基本原則。基於上述考慮，終院最終裁定原告上訴得值，但同時維持原審裁判官的判刑。
另一方面，康士早於1974年起以客席性質出任汶萊最高法院司法專員，他於1993年從港府退休後繼續留任，到2003年進一步接替羅弼時爵士升任汶萊上訴庭庭長，同年獲汶萊蘇丹哈桑納爾·博爾基亞頒授汶萊第一等王冠勳章，並取得拿督斯里巴杜卡頭銜。在汶萊，康士曾兩度參與審理汶萊蘇丹胞弟賈弗里·博爾基亞親王（Prince Jefri Bolkiah）被指在1983年至1998年擔任汶萊投資局主席，以及在1986年至1997年兼任汶萊財政部長期間，涉嫌挪用合共80億英鎊公款的案件。案件在2000年開審前，賈弗里指控主審的汶萊首席大法官羅弼時身份不中立，要求由汶萊以外的法官審理案件，並就此提出上訴，但被傅雅德（Kutlu Fuad）庭長聯同康士和邵祺（William Silke）兩名司法專員組成的上訴庭駁回。雖然如此，賈弗里與當局在同年5月達成一份和解協議，使紛爭得以在案件正式開審前暫告平息。
數年後，賈弗里在2004年被指沒有履行和解協議，雙方連串的法律訴訟再起。其間，賈弗里曾經提出上訴，再度以不中立為理由反對將案件交由時任汶萊首席大法官沙義德（Mohammed Saied）或其他汶萊高院法官審理，以及聲稱投資局無權透過法庭頒令執行和解協議。不過，有關上訴在2006年5月遭已升任庭長的康士聯同鮑偉華爵士和馬天敏兩名司法專員組成的上訴庭駁回。賈弗里後來把案件進一步上告至英國的樞密院司法委員會，但樞密院在2007年11月終極裁定賈弗里敗訴。汶萊當局事後正式循法律程序向賈弗里追討涉案公款，惟延伸的訴訟擾攘多時始終未能完全解決。
康士在2006年卸下香港終審法院非常任法官和汶萊上訴庭庭長的職務，正式結束前後達51年的司法生涯，而汶萊上訴庭庭長一職則由鮑偉華接替。他此後不再於司法界擔任公職，過著平靜的退休生活。

## 個人生活
康士是英國聖公會信徒，他於1952年在西米德蘭沃爾索爾迎娶瑪麗·羅伯塔·厄普頓·威爾克斯（Mary Roberta Upton Wilkes，1931年－）為妻，兩人沒有子女。康士的興趣包括散步和滑雪和哥爾夫球，他除定居於漢普郡郊區新森林外，在瑞士瓦萊州安塞雷（Anzere）也有寓所，以便閑時往瑞士滑雪和打高爾夫球。他是漢普郡布拉姆桑高爾夫球會（Bramshaw Golf Club）會員，在香港生活期間也曾是皇家香港遊艇會、香港木球會、石澳鄉村俱樂部、香港鄉村俱樂部和英皇御准香港賽馬會會員。此外，在港生活多年的康士能操流利廣東話，也能讀寫中文。

## 榮譽

### 殊勳
- 以下列出榮譽全稱及縮寫：^ 
  - 下級勳位爵士（Kt.）　（1990年元旦授勳名單[73]）
  - 汶萊第一等王冠勳章（S.P.M.B.）　（2003年，汶萊[1]）

### 頭銜
- 不包括司法頭銜
  - 康士（Derek Cons，1928年－1990年）
  - 康士爵士（Sir Derek Cons，1990年－2003年）
  - 拿督斯里巴杜卡康士爵士，SPMB（Dato Seri Paduka Sir Derek Cons, SPMB，2003年－）

## 注腳
1. 1 2 3 4 5 6 7 8 9 10 11 12 13 14 15 16  "CONS, Sir Derek" (retrieved on 22 February 2018)
2. ↑  "England and Wales Birth Registration Index, 1837-2008: Derek Cons" (retrieved on 22 February 2018)
3. ↑  "England and Wales Death Registration Index 1837-2007: Alfred Henry Cons" (retrieved on 22 February 2018)
4. ↑  "England and Wales Death Registration Index 1837-2007: Elsie Margaret Cons" (retrieved on 22 February 2018)
5. ↑  "England and Wales Death Registration Index 1837-2007: Dennis Neville Cons" (retrieved on 22 February 2018)
6. ↑  "England and Wales Birth Registration Index, 1837-2008: Brian Neville Cons" (retrieved on 22 February 2018)
7. ↑  "CONS, Brian" (October 2008)
8. ↑  "Supplement to Issue 38012 （页面存档备份，存于）", London Gazette, 8 July 1947, p.3202.
9. 1 2 3 4 5 6 7 8 9 10 11 12 13 14 15 16 17 18 19 20 21 22  Course (22 February 1993)
10. 1 2  Luzzatto (1960), p.68.
11. 1 2 3 4 5  Sinclair (1984), p.85.
12. ↑  〈中央裁判署首席法官羅顯勝退休〉（1959年1月1日）
13. ↑  〈唐峻山控告余國安無理棄妻虐待子女〉（1963年4月3日）
14. 1 2 3  〈康士法官嚴正指出，小販管理隊員無權毆打小販〉（1962年4月10日）
15. ↑  〈康士法官鄭重表示，私運洋酒入口必定判處入獄〉（1962年12月30日）
16. ↑  〈康士法官聲言嚴懲非禮案犯〉（1961年6月3日）
17. ↑  〈偷渡入境應否控訴，移民局有絕對權力〉（1962年4月18日）
18. ↑  〈梁北養申領蛇船案，法官與大律師展開激辯〉（1962年12月18日）
19. 1 2  〈英女皇御准聘用程里亞及康士任高等法院法官〉（1972年11月26日）
20. 1 2  〈鄧漢齊有干擾證人紀錄，康士法官卒令將鄧扣留〉（1966年7月28日）
21. ↑  〈鄧漢齊律師案審結，判令簽保五千約束行為三年〉（1966年8月20日）
22. ↑  〈薛平聲聲抗議，指為非法綁架〉（1967年7月20日）
23. ↑  "Report of News Agency Jailed" (20 July 1967)
24. ↑  高馬可（2013年），頁192。
25. ↑  〈大埔四同胞斥暴行，揭露港英苦打迫供〉（1967年10月26日）
26. ↑  "Bomb Incidents: Judgment Reserved" (26 October 1967)
27. 1 2  "Jumbo inquiry blames many for huge fire" (25 May 1972)
28. ↑  Wong and Wo (20 March 2003), p.2.
29. ↑  "New safety guide for shipbreakers" (28 June 1972)
30. ↑  "New court system today" (20 February 1976)
31. 1 2 3 4  Leung (9 April 1991)
32. 1 2  "Bedlam in court as drug king get 30 years" (18 May 1975)
33. ↑  "Drug kings' appeals dismissed" (17 August 1975)
34. ↑  CACC410/1975
35. 1 2  "Drug kingpin key witness" (11 July 1982)
36. ↑  〈獲釋僅三週一代梟雄跛豪逝世〉（1991年9月9日）
37. 1 2 3 4 5 6 7 8  〈違交通例拒絕發牌，新界的士商提控律政司〉（1977年1月7日）
38. 1 2 3  CACC355/1979
39. ↑  "New position for judge" (7 February 1986)
40. 1 2  "Huggins, Sir Alan (Armstrong)" (retrieved on 22 February 2018)
41. ↑  "Li, Simon Fook Sean" (retrieved on 22 February 2018)
42. ↑  《香港法律改革委員會報告書：匯票法例（論題六）》（1982年12月），頁5至7。
43. ↑  《香港法律改革委員會研究報告書：債務及損害賠償金利息問題（論題十九）》（1990年7月），頁49。
44. ↑  HCA1297/1974
45. ↑  《香港法律改革委員會報告書：有關保障個人資料的法律改革》（1994年8月），頁37至38。
46. ↑  《香港法律改革委員會報告書：規管收債手法》（2002年7月），頁30。
47. ↑  《香港法律改革委員會報告書：有關過失責任人彼此分擔法律責任的法律（課題五）》（1984年4月），頁50。
48. ↑  《香港法律改革委員會報告書：人身傷亡賠償問題（論題十）》（1985年2月），頁58。
49. 1 2 3  CACV11/1980
50. 1 2 3  CACV12/1988
51. 1 2 3 4 5 6 7  Fong (30 December 1989)
52. ↑  Poon, Tang and Wong (2008), pp.154-155.
53. 1 2 3 4 5  CACV54/1990
54. 1 2 3 4 5  HCMP3721/1990
55. 1 2 3  《香港法律改革委員會研究報告書：死因裁判官專題（論題十四）》（1987年8月），頁7。
56. ↑  〈利國偉昏迷時仍心繫香港，袁天凡：每次講港事他眼有反應〉（2013年8月14日）
57. ↑  "The Full Honours List" (30 December 1989)
58. ↑  "Attempts to deter unethical lawyers" (22 March 1993)
59. ↑  〈上訴庭按察司康士獲委任公司法改革委會主席〉（1984年1月26日）
60. ↑  〈公司活動受章程限制，現擬簡化法律手續〉（1987年6月14日）
61. ↑  "Regulation roundup" (June 1991)
62. ↑  〈股份回購條例今實施，證券界預料有利港股〉（1991年5月13日）
63. ↑  〈禁回講股份例九月撤銷，六項措施保障股東利益〉（1991年7月19日）
64. ↑  Standing Committee on Company Law Reform: Eighth Report to His Excellency the Governor in Council (1992), p.107.
65. 1 2  《香港公司註冊的歷史─研究報告》（2013年7月），頁9。
66. 1 2 3  Munn (2019), pp.187-188.
67. 1 2  Chan and Ghai (eds) (1993), pp. 51-54.
68. ↑  〈首位地院女法官逝世，司法界昨在高院追悼〉（1988年10月22日）
69. ↑  〈署理首席按察司庥士談設終審庭事〉（1990年8月27日）
70. ↑  〈新華社宴羅弼時〉（1988年3月2日）
71. 1 2  "Power, Sir Noel (Plunkett)" (retrieved on 22 February 2018)
72. ↑  Ng (20 February 1993)
73. 1 2  "Supplement to Issue 51981 （页面存档备份，存于）", London Gazette, 29 December 1989, p.2.
74. ↑  "Speech by the Secretary for Justice, Miss Elsie Leung, in moving a resolution under the Hong Kong Court of Final Appeal Ordinance (Cap. 484) in the Provisional Legislative Council" (23 July 1997)
75. ↑  "Term of Non-Permanent CFA Judges Extended" (21 July 2000)
76. ↑  "Term of Non-Permanent CFA Judges Extended" (25 July 2003)
77. 1 2 3 4 5 6 7 8  FACC1/2004
78. 1 2 3  HCMA774/2003
79. 1 2 3 4 5 6 7  [2007] UKPC 62
80. 1 2 3 4 5 6  [2007] UKPC 63
81. ↑  Alderson (14 May 2006)
82. ↑  Hosenball (4 November 2010)
83. ↑  Lee (1966), pp.67-68.
84. ↑  "England and Wales Marriage Registration Index, 1837-2005: Derek Cons" (retrieved on 22 February 2018)
85. 1 2  Who's Who in Hong Kong: A Bibliographical Dictionary of Hong Kong (1979), p.44.

### 英文資料
- Luzzatto, Rola, Hong Kong Who's who: An Almanac of Personalities and Their History, 1958-1960. Hong Kong: Ye Olde Printers, 1960.
- Lee, P. C., Hongkong Album. Hong Kong: P. C. Lee, 1966.
- "Report of News Agency Jailed", The South China Morning Post, 20 July 1967, p.8.
- "Bomb Incidents: Judgment Reserved", The South China Morning Post, 26 October 1967, p.8.
- "Jumbo inquiry blames many for huge fire", The South China Morning Post, 25 May 1972, pp.1 & 8.
- "New safety guide for shipbreakers", The South China Morning Post, 28 June 1972, p.4.
- "Bedlam in court as drug king get 30 years", The South China Morning Post, 18 May 1975, p.10.
- "Drug kings' appeals dismissed", The South China Morning Post, 17 August 1975, p.10.
- "New court system today", The South China Morning Post, 20 February 1976, p.7.
- Who's Who in Hong Kong: A Bibliographical Dictionary of Hong Kong. Hong Kong: South China Morning Post, 1979.
- "Drug kingpin key witness", The South China Morning Post, 11 July 1982, p.17.
- Sinclair, Kevin, Who's Who in Hongkong. Hong Kong: Database Pub., 1984.
- "New position for judge", The South China Morning Post, 7 February 1986. p.15.
- "The Full Honours List", The South China Morning Post, 30 December 1989, p.6.
- Fong, Bernard, "Top honour for a 'meticulous jurist'", The South China Morning Post, 30 December 1989, p.6.
- "Regulation roundup[永久]", Global Custodian, June 1991.
- Leung, Jimmy, "Notorious drug baron set for early release", The South China Morning Post, 9 April 1991, p.3.
- Standing Committee on Company Law Reform: Eighth Report to His Excellency the Governor in Council （页面存档备份，存于）.  Hong Kong: Standing Committee on Company Law Reform, 1992.
- Cons, The Hon Justice Sir Derek, "The Hong Kong Bill of Rights: A Judicial Perspective" in Johannes Chan and Yash Ghai (eds), The Hong Kong Bill of Rights: A Comparative Approach. Hong Kong: Butterworths Asia, 1993, pp.51-54. ISBN 978-0-40999-624-1
- Ng, Elizabeth, "Longest-serving judge Sir Derek Cons retires", The South China Morning Post, 20 February 1993, p.3.
- Course, Lindy, "Sir Derek walks free after a lifetime of law", The South China Morning Post, 22 February 1993, p.15.
- "Attempts to deter unethical lawyers", The South China Morning Post, 23 March 1993, p.6.
- "Speech by the Secretary for Justice, Miss Elsie Leung, in moving a resolution under the Hong Kong Court of Final Appeal Ordinance (Cap. 484) in the Provisional Legislative Council （页面存档备份，存于）", News Update and Speeches. Hong Kong: Hong Kong Special Administrative Region Government, 23 July 1997.
- "Term of Non-Permanent CFA Judges Extended （页面存档备份，存于）", Press Release of the Hong Kong Special Administrative Region Government, 21 July 2000.
- Wong, Elyssa, and, Wo, Karina, INFORMATION NOTE - Commissions of Inquiry （页面存档备份，存于）. Hong Kong: Legislative Council Secretariat, 20 March 2003.
- "Term of Non-Permanent CFA Judges Extended （页面存档备份，存于）", Press Release of the Hong Kong Special Administrative Region Government, 25 July 2003.
- Alderson, Andrew, "The ￡8 billion family feud （页面存档备份，存于）", The Telegraph, 14 May 2006.
- Poon, S. W., Tang, S. L., and, Wong, Francis K. W., Management and Economics of Construction Safety in Hong Kong （页面存档备份，存于）. Hong Kong: Hong Kong University Press, 2008. ISBN 978-9-62209-906-7
- "CONS, Brian （页面存档备份，存于）", Telegraph Announcements, October 2008.
- Hosenball, Mark, "Special Report: A prince, a sultan, diamonds and a lawsuit （页面存档备份，存于）", Reuters, 4 November 2010.
- Munn, Christopher, A Special Standing in the World: A History of the Faculty of Law at the University of Hong Kong. Hong Kong: Hong Kong University Press, 2019. ISBN 978-9-88852-831-8
- "CONS, Sir Derek", Who's Who. London: A. & C. Black, retrieved on 22 February 2018. (Electronic version. Subscription via the Wikipedia Library)
- "Power, Sir Noel (Plunkett)", Who was Who. London: A. & C. Black, retrieved on 22 February 2018. (Electronic version. Subscription via the Wikipedia Library)
- "Huggins, Sir Alan (Armstrong)", Who was Who. London: A. & C. Black, retrieved on 22 February 2018. (Electronic version. Subscription via the Wikipedia Library)
- "Li, Simon Fook Sean", Who was Who. London: A. & C. Black, retrieved on 22 February 2018. (Electronic version. Subscription via the Wikipedia Library)
- "England and Wales Birth Registration Index, 1837-2008: Brian Neville Cons", FamilySearch, retrieved on 22 February 2018.
- "England and Wales Birth Registration Index, 1837-2008: Derek Cons", FamilySearch, retrieved on 22 February 2018.
- "England and Wales Marriage Registration Index, 1837-2005: Derek Cons", FamilySearch, retrieved on 22 February 2018.
- "England and Wales Death Registration Index 1837-2007: Alfred Henry Cons", FamilySearch, retrieved on 22 February 2018.
- "England and Wales Death Registration Index 1837-2007: Dennis Neville Cons", FamilySearch, retrieved on 22 February 2018.
- "England and Wales Death Registration Index 1837-2007: Elsie Margaret Cons", FamilySearch, retrieved on 22 February 2018.

### 中文資料
- 〈中央裁判署首席法官羅顯勝退休〉，《華僑日報》第二張第二頁，1959年1月1日。
- 〈康士法官聲言嚴懲非禮案犯〉，《華僑日報》第三張第一頁，1961年6月3日。
- 〈康士法官嚴正指出，小販管理隊員無權毆打小販〉，《華僑日報》第二張第二頁，1962年4月10日。
- 〈偷渡入境應否控訴，移民局有絕對權力〉，《華僑日報》第二張第二頁，1962年4月18日。
- 〈梁北養申領蛇船案，法官與大律師展開激辯〉，《華僑日報》第二張第二頁，1962年12月18日。
- 〈康士法官鄭重表示，私運洋酒入口必定判處入獄〉，《華僑日報》第二張第二頁，1962年12月30日。
- 〈唐峻山控告余國安無理棄妻虐待子女〉，《華僑日報》第二張第二頁，1963年4月3日。
- 〈鄧漢齊有干擾證人紀錄，康士法官卒令將鄧扣留〉，《華僑日報》第二張第二頁，1966年7月28日。
- 〈鄧漢齊律師案審結，判令簽保五千約束行為三年〉，《香港工商晚報》第一頁，1966年8月20日。
- 〈薛平聲聲抗議，指為非法綁架〉，《華僑日報》第一張第四頁，1967年7月20日。
- 〈大埔四同胞斥暴行，揭露港英苦打迫供〉，《大公報》第一張第三版，1967年10月26日。
- 〈英女皇御准聘用程里亞及康士任高等法院法官〉，《華僑日報》第二張第二頁，1972年11月26日。
- 〈違交通例拒絕發牌，新界的士商提控律政司〉，《華僑日報》第二張第二頁，1977年1月7日。
- 《香港法律改革委員會報告書：匯票法例（論題六） （页面存档备份，存于）》。香港：香港法律改革委員會，1982年12月。
- 〈上訴庭按察司康士獲委任公司法改革委會主席〉，《華僑日報》第二張第二頁，1984年1月26日。
- 《香港法律改革委員會報告書：有關過失責任人彼此分擔法律責任的法律（課題五） （页面存档备份，存于）》。香港：香港法律改革委員會，1984年4月。
- 《香港法律改革委員會報告書：人身傷亡賠償問題（論題十） （页面存档备份，存于）》。香港：香港法律改革委員會，1985年2月。
- 〈公司活動受章程限制，現擬簡化法律手續〉，《大公報》第三張第十版，1987年6月14日。
- 《香港法律改革委員會研究報告書：死因裁判官專題（論題十四） （页面存档备份，存于）》。香港：香港法律改革委員會，1987年8月。
- 〈新華社宴羅弼時〉，《大公報》第二張第五版，1988年3月2日。
- 〈首位地院女法官逝世，司法界昨在高院追悼〉，《大公報》第六版，1988年10月22日。
- 《香港法律改革委員會研究報告書：債務及損害賠償金利息問題（論題十九） （页面存档备份，存于）》。香港：香港法律改革委員會，1990年7月。
- 〈署理首席按察司庥士談設終審庭事〉，《大公報》第八版，1990年8月27日。
- 〈股份回購條例今實施，證券界預料有利港股〉，《大公報》第二十一版，1991年5月13日。
- 〈禁回講股份例九月撤銷，六項措施保障股東利益〉，《大公報》第二十一版，1991年7月19日。
- 〈獲釋僅三週一代梟雄跛豪逝世〉，《華僑日報》第4頁，1991年9月9日。
- 《香港法律改革委員會報告書：有關保障個人資料的法律改革》。香港：香港法律改革委員會，1994年8月。
- 《香港法律改革委員會報告書：規管收債手法 （页面存档备份，存于）》。香港：香港法律改革委員會，2002年7月。
- 高馬可著、林立偉譯，《香港簡史 （页面存档备份，存于）》。香港：中華書局（香港）出版有限公司，2013年。ISBN 978-9-88826-320-2
- 《香港公司註冊的歷史─研究報告 （页面存档备份，存于）》。香港：公司註冊處，2013年7月。
- 〈利國偉昏迷時仍心繫香港，袁天凡：每次講港事他眼有反應〉，《蘋果日報》，2013年8月14日。

### 法律資料
- Lee Koon-keung v Ng Chi-yat and Another （页面存档备份，存于） HCA1297/1974
- Ng Sik-ho and Others v The Queen （页面存档备份，存于） CACC410/1975
- Chow Shui v The Queen （页面存档备份，存于） CACC355/1979
- Lee Ting-lam v Leung Kam-ming （页面存档备份，存于） CACV11/1980
- Lau Che Ping v Hoi Kong Ironwares Godown Company Limited （页面存档备份，存于） CACV12/1988
- Madam Lee Bun v Director of Immigration （页面存档备份，存于） CACV54/1990
- James Peter Chandler （页面存档备份，存于） HCMP3721/1990
- HKSAR v Yu Fai Tat （页面存档备份，存于） HCMA774/2003
- Yu Fai Tat v HKSAR （页面存档备份，存于） FACC1/2004
- Bolkiah v The State of Brunei Darussalam （页面存档备份，存于） [2007] UKPC 62
- Bolkiah v The State of Brunei Darussalam （页面存档备份，存于） [2007] UKPC 63

## 延伸閱讀
- Cons, The Hon Justice Sir Derek, "The Hong Kong Bill of Rights: A Judicial Perspective" in Johannes Chan and Yash Ghai (eds), The Hong Kong Bill of Rights: A Comparative Approach. Hong Kong: Butterworths Asia, 1993, pp.51-54. ISBN 978-0-40999-624-1

## 外部鏈結
- 香港終審法院法官及司法人員名錄：康士爵士 （页面存档备份，存于）
- 香港司法機構 （页面存档备份，存于）
- 公司法改革常務委員會 （页面存档备份，存于）

| 官衔              | 官衔                                    | 官衔              |
| ----------------- | --------------------------------------- | ----------------- |
| 前任： 首任       | 公司法改革常務委員會主席 1984年－1991年 | 繼任： 鍾仕       |
| 前任： 赫健士爵士 | 法律教育諮詢委員會主席 1987年－1993年   | 繼任： 列顯倫     |
| 司法职务          |                                         |                   |
| 前任： 麥慕年     | 香港最高法院上訴庭副庭長 1986年－1993年 | 繼任： 鮑偉華     |
| 前任： 羅弼時爵士 | 汶萊最高法院上訴庭庭長 2003年－2006年   | 繼任： 鮑偉華爵士 |